# Ludwig Arzt
Ludwig Arzt (* 28. Juni 1873 in Michelstadt; † 21. Oktober 1956 ebenda) war ein deutscher Unternehmer.

## Werdegang
Ludwig Arzt entstammte der Michelstädter Tuchmacherfamilie Arzt. Sein Großvater Philipp Ludwig Arzt (1799–1875) hatte 1828 in Stockheim die Ph. Ludwig Arzt Tuchfabrik gegründet und sein Vater Michael Arzt (1841–1911) das Unternehmen erweitert. Ludwig Arzt war der älteste Sohn von Michael Arzt und dessen Ehefrau Marie Arzt geb. May (1852–1921). Es folgte der jüngere Bruder Heinrich (1874–1947). 1901 übernahmen die beiden Brüder Ludwig und Heinrich Arzt die Leitung des Familienbetriebs und führten es erfolgreich weiter. Der wirtschaftliche Erfolg der Tuchfabrik war auch eine Folge der Produktion von Uniformstoffen, insbesondere in den 1870er Jahren, im Ersten und im Zweiten Weltkrieg.
Ludwig Arzt war auch Vorsitzender des Aufsichtsrats der Hüttenwerk Eisengießerei und Maschinenfabrik Michelstadt AG und der Veithwerke AG in Sandbach im Odenwald. Außerdem war Mitglied des Aufsichtsrats der Hermann Moos AG in Buchau am Federsee und der Industrie- und Handelskammer Darmstadt.
Ludwig Arzt war für seine soziale Ader und für die Unterstützung von Vereinen und der Kirche in seiner Heimatstadt bekannt. Anlässlich des 100-jährigen Firmenjubiläums 1928 wurde er zum Ehrenbürger von Michelstadt ernannt. 
Ludwig Arzt war Wehrwirtschaftsführer in der Zeit des Nationalsozialismus. Auf dem Fabrikgelände gab es ein Kriegsgefangenenlager. Die Kriegsgefangenen wurden als Zwangsarbeiter in der Tuchfabrik eingesetzt.
Für die Weiterentwicklung der Textilindustrie wurde er 1953 von der TH Darmstadt zum Ehrensenator ernannt.
Ludwig Arzt war mit Elise Weber (1874–1949) verheiratet. Aus der Ehe ist der Sohn Ludwig Arzt jun. sowie die Tochter Marie Mathilde Arzt hervorgegangen. Ludwig Arzt jun. ist im Zweiten Weltkrieg 1942 gefallen.

## Ehrungen
- 1928: Ehrenbürger der Stadt Michelstadt.
- 1952: Verdienstkreuz am Bande der Bundesrepublik Deutschland
- 1953: Verdienstkreuz Erster Klasse der Bundesrepublik Deutschland
- 1953: Ehrensenator der TH Darmstadt.
- Die Stadt Michelstadt hat eine Straße nach Ludwig Arzt benannt.